# 银色宽胸蝇虎
银色宽胸蝇虎（学名：[Rhene argentata] 错误：{{Lang}}：文本有斜体标记（帮助））为跳蛛科宽胸蝇虎属的动物。在中国大陆，分布于广东等地。